# مردگان متحرک: جهانی فراتر
مردگان متحرک: جهانی فراتر (به انگلیسی: The Walking Dead: World Beyond)، یک مجموعهٔ تلویزیونی آمریکایی درام، ترسناک، پسارستاخیزی است که توسط اسکات ام. گیمپل و متیو نگرت ساخته شد و در تاریخ ۴ اکتبر ۲۰۲۰ در ای‌ام‌سی پخش شد. این یک سریال اسپین‌آف برای سریال مردگان متحرک است که بر اساس آن ساخته شده‌است. فصل اول شامل ۱۰ قسمت است. فصل دوم و آخر در ۳ اکتبر ۲۰۲۱ پخش شد و همچنین شامل ۱۰ قسمت است که قسمت آخر در ۵ دسامبر ۲۰۲۱ پخش شد.

## موضوع
این سریال ده سال پس از آخرالزمان زامبی‌ها در نبراسکا شروع می‌شود و داستان نسل اولی که در آخرالزمان به بلوغ می‌رسند را به تصویر می‌کشد. برخی قهرمان می‌شوند. برخی به آدم‌های شرور تبدیل می‌شوند. در نهایت، همه آنها تغییر می‌کنند.
سریال در یک شهر دانشگاهی در نبراسکا شروع می‌شود که اشاره‌ای به یکی از قسمت‌های فصل ۲ سریال اصلی می‌کند. این قسمت در سریال اصلی با عنوان «نبراسکا» است که نبراسکا به دلیل تراکم کم جمعیت انسانی و سطح بالای سلاح گرم، آمادگی خوبی برای مقاومت در برابر آخرالزمان زامبی‌ها داشت.

## بازیگران
| بازیگر               | نقش               | توضیحات                           |
| بازیگران اصلی        | بازیگران اصلی     | بازیگران اصلی                     |
| -------------------- | ----------------- | --------------------------------- |
| آلیا رویال           | آیریس بنت         | دانش‌آموز باهوش دبیرستان و دانشمند |
| الکسا منصور          | هوپ بنت           | خواهرخوانده سرکش و روشنفکر آیریس  |
| هال کامپستون         | سیلاس پلاسکت      |                                   |
| نیکلاس کانتو         | التون اورتیز      |                                   |
| نیکو ترترلا          | فلیکس کارلوچی     |                                   |
| آنت ماهندرو          | جنیفر «هاک» مالیک |                                   |
| جولیا اورموند        | الیزابت کوبلک     |                                   |
| جو هولت              | لئوپولد «لئو» بنت |                                   |
| ناتالی گلد           | لیلا بلشاو        |                                   |
| جلانی علاءالدین      | ویل کمپبل         |                                   |
| تد ساترلند           | پرسی              |                                   |
| پولیانا مک اینتاش    | جیدیس استوکس/ آن  |                                   |
| بازیگران دوره‌ای      |                   |                                   |
| کریستینا ماری کاریس  | کاری بنت          |                                   |
| آنا خواجه            | ایندیرا           |                                   |
| ماکسیمیلیان اوسینسکی | دنیس گراهام       |                                   |
| مادلین کینتز         | آشا               |                                   |
| ژیست والنتین         | دایان پیرس        |                                   |
| آل کالدرون           | بارسا             |                                   |
| اسکات ادسیت          | تونی دلمادو       |                                   |
| بازیگران مهمان       |                   |                                   |
| کریستینا بروکاتو     | آملیا اورتیز      |                                   |
| نوآ امریک            | دکتر ادوین جنر    |                                   |

## قسمت‌ها
| فصل | قسمت‌ها | قسمت‌ها | تاریخ اصلی روی آنتن رفتن | تاریخ اصلی روی آنتن رفتن |
| فصل | قسمت‌ها | قسمت‌ها | اولین بار                | آخرین بار                |
| --- | ------ | ------ | ------------------------ | ------------------------ |
| ۱   | ۱۰     | ۱۰     | ۴ اکتبر ۲۰۲۰             | ۲۹ نوامبر ۲۰۲۰           |
| ۲   | ۱۰     | ۱۰     | ۳ اکتبر ۲۰۲۱             | ۵ دسامبر ۲۰۲۱            |

### فصل ۱ (۲۰۲۰)
| قسمت در سریال | قسمت در فصل | عنوان                    | کارگردان      | نویسنده                                  | تاریخ پخش      | میانگین بیننده در آمریکا (میلیون) |
| ------------- | ----------- | ------------------------ | ------------- | ---------------------------------------- | -------------- | --------------------------------- |
| ۱             | ۱           | «شجاع»                   | مگنوس مارتینز | اسکات ام. گیمپل و متیو نگرت              | ۴ اکتبر ۲۰۲۰   | ۱٫۵۹۵                             |
| ۲             | ۲           | «شعله گوری»              | مگنوس مارتینز | بن سوکولوفسکی                            | ۱۱ اکتبر ۲۰۲۰  | ۱٫۰۴۰                             |
| ۳             | ۳           | «ببر و بره»              | شارات راجو    | فراهانیز                                 | ۱۸ اکتبر ۲۰۲۰  | ۱٫۰۴۰                             |
| ۴             | ۴           | «پایان اشتباه یک تلسکوپ» | راچل لیترمان  | سیناد دالی                               | ۲۵ اکتبر ۲۰۲۰  | ۱٫۰۲۰                             |
| ۵             | ۵           | «دیوانه آن سوی آب»       | دن لیو        | روهیت کومار                              | ۱ نوامبر ۲۰۲۰  | ۰٫۷۴۲                             |
| ۶             | ۶           | «عروسک‌های سایه»          | مایکل کادلیتز | مایا گلداسمیت                            | ۸ نوامبر ۲۰۲۰  | ۰٫۷۲۶                             |
| ۷             | ۷           | «حقیقت یا جرات»          | مایکل کادلیتز | مایا گلداسمیت                            | ۱۵ نوامبر ۲۰۲۰ | ۰٫۷۸۳                             |
| ۸             | ۸           | «آسمان یک قبرستان است»   | لورن یاکونلی  | الیزابت پادن                             | ۲۲ نوامبر ۲۰۲۰ | ۰٫۶۲۷                             |
| ۹             | ۹           | «عمیق‌ترین برش»           | سیدنی فریلند  | مایا گلداسمیت و بن سوکولوفسکی            | ۲۹ نوامبر ۲۰۲۰ | ۰٫۶۱۸                             |
| ۱۰            | ۱۰          | «در این زندگی»           | مگنوس مارتینز | متیو نگرت، مایا گلداسمیت و بن سوکولوفسکی | ۲۹ نوامبر ۲۰۲۰ | ۰٫۶۱۸                             |

### فصل ۲ (۲۰۲۱)
| قسمت در سریال | قسمت در فصل | عنوان                           | کارگردان     | نویسنده                               | تاریخ پخش      | میانگین بیننده در آمریکا (میلیون) |
| ------------- | ----------- | ------------------------------- | ------------ | ------------------------------------- | -------------- | --------------------------------- |
| ۱۱            | ۱           | «عواقب»                         | لورن یاکونلی | متیو نگرت                             | ۳ اکتبر ۲۰۲۱   | ۰٫۷۵۳                             |
| ۱۲            | ۲           | «پایه»                          | لورن یاکونلی | کارسون مور                            | ۱۰ اکتبر ۲۰۲۱  | ۰٫۸۰۷                             |
| ۱۳            | ۳           | «خروج زخم»                      | آیشا تایلر   | راینا مک‌کلندون                        | ۱۷ اکتبر ۲۰۲۱  | ۰٫۶۶۹                             |
| ۱۴            | ۴           | «خانواده یک کلمه چهار حرفی است» | آیشا تایلر   | مایا گلداسمیت                         | ۲۴ اکتبر ۲۰۲۱  | ۰٫۶۸۸                             |
| ۱۵            | ۵           | «کواترووا»                      | هدر کاپیلو   | بن سوکولوفسکی                         | ۳۱ اکتبر ۲۰۲۱  | ۰٫۵۱۰                             |
| ۱۶            | ۶           | «شما کی هستید؟»                 | هدر کاپیلو   | روهیت کومار                           | ۷ نوامبر ۲۰۲۱  | ۰٫۴۳۱                             |
| ۱۷            | ۷           | «خون و دروغ»                    | لیلی ماریا   | سیناد دالی                            | ۱۴ نوامبر ۲۰۲۱ | ۰٫۴۹۰                             |
| ۱۸            | ۸           | «نقطه بازگشت»                   | لیلی ماریا   | ادی گوزلیان                           | ۲۱ نوامبر ۲۰۲۱ | ۰٫۵۲۷                             |
| ۱۹            | ۹           | «مرگ و مردگان»                  | لورن یاکونلی | ارین مارتین و سم رینولدز              | ۲۸ نوامبر ۲۰۲۱ | ۰٫۵۳۹                             |
| ۲۰            | ۱۰          | «آخرین نور»                     | لورن یاکونلی | متیو نگرت، مایا گلداسمیت و کارسون مور | ۵ دسامبر ۲۰۲۱  | ۰٫۴۲۸                             |

## تولید

### توسعه
در ژوئیه ۲۰۱۸، در جریان کامیک-کان سن دیگو، تهیه‌کننده اجرایی اسکات گیمپل اعلام کرد که یک اسپین‌آف جدید در دست ساخت است. در آوریل ۲۰۱۹، ای‌ام‌سی یک سفارش ده قسمتی برای سریال داد. در ماه ژوئیه، این سریال عنوان کاری «Monument» را به خود اختصاص داد. در ژانویه ۲۰۲۰، در کنار اعلام تاریخ پخش سریال، ای‌ام‌سی تأیید کرد که این سریال فقط دارای ۲ فصل است و ادامه ندارد.

### انتخاب بازیگران
در ژوئیه ۲۰۱۹، الکسا منصور، نیکلاس کانتو و هال کامپستون به عنوان نقش‌های اصلی نامعلوم انتخاب شدند. در همان ماه، آلیا رویال و آنت ماهندرو به بازیگران پیوستند. ماه بعد، خبر پیوستن نیکو ترترلا به جمع بازیگران اصلی منتشر شد. جولیا اورموند در نوامبر ۲۰۱۹ به عنوان یکی از بازیگران معرفی شد و نقش الیزابت کوبلک، «رهبر کاریزماتیک یک نیروی بزرگ، پیچیده و مهیب» را بازی کرد. در نوامبر ۲۰۱۹، ناتالی گلد، آل کالدرون، اسکات ادسیت و تد ساترلند در نقش لیلا، بارسا، تونی و پرسی انتخاب شدند.

### فیلم‌برداری
فیلمبرداری این سریال اواخر ژوئیه ۲۰۱۹ در ریچموند، ویرجینیا آغاز شد و انتظار می‌رفت تا نوامبر ۲۰۱۹ پایان یابد. در ابتداجردن ووگت-رابرتز کارگردان قسمت آزمایشی انتخاب شد. ووگت-رابرتز با مگنوس مارتینز، که پیش از این سریال از مردگان متحرک بترسید را کارگردانی کرده بود، جایگزین شد. تغییر در کارگردانان نتیجه این بود که نویسندگان فصل را از اول بنویسند و تولید باید در مسیر دیگری پیش می‌رفت. نگرت (نویسنده اصلی سریال) گفت که ووگت ایده‌های خوبی را برای فصل اول ارائه کرده بود.

## انتشار

### پخش
این سریال ابتدا قرار بود در ۱۲ آوریل ۲۰۲۰ از شبکه ای‌ام‌سی و پس از پایان فصل دهم سریال مردگان متحرک پخش شود. با این حال، در مارس ۲۰۲۰، ای‌ام‌سی اعلام کرد که اولین قسمت به تعویق افتاد و در عوض «در اواخر امسال» اولین قسمت را پخش خواهد کرد. در ۲۴ ژوئیه ۲۰۲۰، ای‌ام‌سی اعلام کرد که این سریال در تاریخ ۴ اکتبر ۲۰۲۰ منتشر خواهد شد. فصل اول سریال از ای‌ام‌سی‌پلاس منتشر شد اما فصل دوم از شبکه ای‌ام‌سی پخش شد.